# Critical Role
«Critical Role» — американский веб-сериал, в рамках которого профессиональные актёры озвучивания играют в настольные ролевые игры, преимущественно Dungeons & Dragons. Премьерная трансляция состоялась 12 марта 2015 года на стриминговой платформе Twitch.
Шоу транслируется по четвергам в 19:00 по тихоокеанскому времени на платформах Twitch и YouTube. В период с 2016 по 2019 год оно транслировалось ещё и на платформе компании Alpha компании Legendary. Выпуски Critical Role сразу после выхода становятся доступны на платформе Beacon, а через неделю после выхода — также в форме подкаста на основных подкастовых платформах.
Название Critical Role является непереводимой игрой слов: оно отсылает одновременно и к понятию «критический успех/критическое попадание» (англ. critical roll) из настольных ролевых игр, и к слову «роль» (англ. role), отсылающему к ролевому аспекту игры и напоминающему о профессии игроков за столом.
По приблизительным оценкам на основе данных, «слитых» с серверов Twitch, создатели шоу оказались на первом месте по заработкам среди всех стримеров за период с августа 2019 по сентябрь 2021 года.

## Формат
Шоу представляет собой прямую трансляцию (с середины 2020 года — трансляцию предзаписанных видео) игровых сессий с участием нескольких игроков под руководством мастера (Мерсера — с 1 по 3 кампании, Бреннана Ли Маллигана — с 4 кампании и реже — других игроков из состава или приглашённых мастеров) по выбранной мастером системе. Сессия в среднем длится от 3 до 5 часов с 15-минутным перерывом в середине.
Подобно любительским играм, в шоу нет заранее прописанного сценария и действие носит импровизационный характер: мастер лишь заранее делает заготовку завязки сюжета и возможных вариантов развития событий, но ход истории зависит по большей части от действий игроков и результатов бросков их костей.
Вместо сезонов Critical Role, подобно другим шоу, связанным с НРИ, использует термин «кампания» (и «мини-кампания» — для спин-оффов) . В кампанию входят сессии, связанные общим сюжетом и постоянной группой персонажей игроков.
Также в рамках шоу помимо эпизодов кампаний могут транслироваться одиночные игры, или «ваншоты», где сюжет укладывается максимум в одну-три сессии и основной состав игроков кампаний задействован не полностью, упор делается на приглашение гостей-звёзд.
Отдельные выпуски проходят в театрах при аудитории; также отдельные эпизоды показываются в кинотеатрах наряду со стриминговыми платформами.
Помимо этого брендом охватываются различные побочные шоу в сетке вещания одноимённых каналов.

## Состав

### Основной состав
- Мэттью Мерсер (мастер 1-3 кампаний, Age of Umbra и Candela Obscura, игрок в 4 кампании, Exandria Unlimited, Exandria Unlimited: Divergence и UnDeadwood)
- Лиам О’Брайен (игрок в 1-3 кампаниях, Age of Umbra, Exandria Unlimited, Exandria Unlimited: Divergence, Candela Obscura (3 глава) и Moonward, мастер Candela Obscura (4 глава))
- Лора Бэйли (игрок в 1-3 кампаниях, Age of Umbra и Candela Obscura)
- Талесин Джаффе (игрок в 1-3 кампаниях, Age of Umbra и Candela Obscura)
- Эшли Джонсон (игрок в 1-3 кампаниях, Age of Umbra, Exandria Unlimited, Wildemount Wildlings и Candela Obscura)
- Бреннан Ли Маллиган (мастер в 99-101 эпизодах 3 кампании, 4 кампании, Exandria Unlimited: Calamity и Exandria Unlimited: Divergence, игрок в Wildemount Wildlings и Candela Obscura)
- Сэм Ригел (игрок в 1-3 кампаниях, Age of Umbra, Exandria Unlimited: Calamity и Candela Obscura, мастер Wildemount Wildlings)
- Мариша Рэй (игрок в 1-3 кампаниях, Age of Umbra, Exandria Unlimited: Calamity, UnDeadwood, Wildemount Wildlings, Candela Obscura и Moonward)
- Трэвис Уиллингхэм (игрок в 1-3 кампаниях, Age of Umbra, Exandria Unlimited: Calamity, UnDeadwood и Candela Obscura)

### Гости и бывшие игроки кампаний
- Орион Акаба (был игроком основного состава в 1 кампании до 27 эпизода)
- Мэри Элизабет Макглинн (18-19, 43-44, 78, 114-115 эпизоды 1 кампании)
- Фелиция Дэй (18-19 эпизоды 1 кампании)
- Уилл Фридел (20-21, 43-44 эпизоды, 78, 114-115 эпизоды 1 кампании)
- Уил Уитон (20-21 эпизоды 1 кампании)
- Кит Басс (25 эпизод 1 кампании)
- Джейсон Чарльз Миллер (41 эпизод 1 кампании)
- Крис Хардвик (46 эпизод 1 кампании)
- Крис Перкинс (55 эпизод 1 кампании, 50 эпизод 2 кампании)
- Патрик Ротфусс (56, 81-84 эпизоды 1 кампании)
- НД Стивенсон (92-93 эпизоды 1 кампании)
- Джон Хидер (99-100 эпизоды 1 кампании)
- Дэрин Де Пол (105-106 эпизоды 1 кампании)
- Джо Манганьелло (113-114 эпизоды 1 кампании)
- Хари Пейтон (7, 29 эпизоды 2 кампании)
- Марк Хюлмз (21 эпизод 2 кампании, игрок в Thresher)
- Эшли Бёрч (26-29 эпизоды 2 кампании, игрок в Candela Obscura)
- Сумали Монтано (27-28 эпизоды 2 кампании)
- Дебора Энн Уолл (45 эпизод 2 кампании)
- Мика Бёртон (74-76 эпизоды 2 кампании)
- Робби Дэймонд (1-14, 92- ... эпизоды 3 кампании, игрок в Exandria Unlimited и Candela Obscura)
- Эрика Ишии (24-29 эпизоды 3 кампании)
- Аабрия Айенгар (52-58, 64 эпизоды 3 кампании, мастер в Exandria Unlimited и Candela Obscura, игрок в Exandria Unlimited: Calamity)
- Кристиан Наварро (52-58, 64 эпизоды 3 кампании)
- Эйми Карреро (59-63, 92-93 эпизоды 3 кампании, игрок в Exandria Unlimited и Candela Obscura)
- Уткарш Амбудкар (59-63 эпизоды 3 кампании)
- Эмили Эксфорд (59-64 эпизоды 3 кампании)
- Анджали Бимани (92-93 эпизоды 3 кампании, игрок в Exandria Unlimited, UnDeadwood и Candela Obscura)
- Эрика Линдбек (92-93 эпизоды 3 кампании, игрок в Exandria Unlimited: Kymal)
- Ношир Далал (99-101 эпизоды 3 кампании, игрок в Candela Obscura и Thresher)
- Ник Марини (99-101 эпизоды 3 кампании)
- Абубакар Салим (мастер в 107 эпизоде 3 кампании, игрок в 99-101 эпизодах 3 кампании и Thresher)

### Иные участники
Среди других участников шоу стоит упомянуть Луиса Каразо (игрок в Exandria Unlimited: Calamity и Candela Obscura) и Лу Уилсона (игрок в Exandria Unlimited: Calamity), Александра Уорда (игрок в Exandria Unlimited: Divergence и Candela Obscura), Силию Роуз Гудинг и Жасмин Дон (игроки в Exandria Unlimited: Divergence), Джаспера Уильяма Картрайта (мастер в Thresher и игрок в The Re-Slayer's Take), Алекса Ли, Иден Ригел и Либей Баре (игроки в Wildemount Wildlings), Зеру Фазал, Джину Дарлинг, Имари Уилльямса (все — игроки в Candela Obscura), Жаклин Эмерсон и Джейн Дуглас (игроки в Thresher), каст подкаста The Re-Slayer's Take (ДМов Джорджа Примаверу и Ника Уилльямса и игроков Жасмин Бьюллар, Кэролин Лакс и Жасмин Шионг), каст подкаста Midst и шоу Midst: Moonward (объединение Third Person), а также гостей различных одиночных игр, среди которых были Стивен Кольбер, Мэттью Лиллард, Тони Хейл, Сэм Ричардсон, Дэниэл Слосс, Юрий Ловенталь, Дженнифер Хейл, Фил Ламарр и многие другие.

## Предыстория создания
В 2012 году Лиам О’Брайен, игравший в Dungeons & Dragons ещё с подростковых лет, познакомившись с Мэттом Мерсером на озвучивании игры Resident Evil 6 и узнав, что тот водит ролевые игры, попросил Мэтта провести сессию в день рождения О’Брайена (28 мая). К идее Лиам вернулся лишь много позже, когда создал с другом и коллегой Сэмом Ригелом подкаст All Work No Play, в котором двое пробовали различные развлечения, чтобы разнообразить жизнь вечно занятых актёров. Во втором выпуске выбор пал на Dungeons & Dragons.
Одиночная игра, прошедшая в декабре 2012 года по правилам D&D 4-й редакции, переросла в домашнюю кампанию, но в последующих сессиях группа перешла с D&D на систему Pathfinder. К кампании присоединилась Мариша Рэй, которая помогала водить Мэтту в первой игре и сама не играла, и Эшли Джонсон, в принципе не участвовавшая в изначальной сессии.
Через какое-то время Эшли в период работы над шоу Spooked для канала Geek & Sundry рассказала Фелиции Дэй — его основательнице и продюсеру — о кампании, и та загорелась идеей создать на её основе стриминговое шоу. Оно первоначально должно было выйти на YouTube, но после долгих обсуждений концепции и формата было решено, что сериал будет транслироваться на Twitch и что игра перейдёт с системы Pathfinder обратно на Dungeons & Dragons — уже 5-й редакции.

## Хронология проекта

### 2015–2017: Первая кампания, уход Ориона Акабы, первые лицензионные проекты
12 марта 2015 года первая серия проекта транслировалась на канале Geek & Sundry на Twitch и привлекла несколько тысяч зрителей. Мэтт и игроки продолжили рассказывать историю партии Вокс Макина (англ. Vox Machina), начатую в домашней кампании.
Шоу быстро начало набирать популярность, и уже в июле 2015 года Critical Role провели свою первую панель на Комик-Коне в Сан-Диего.
Орион Акаба перестал появляться в шоу после 27 эпизода, прошедшего 8 октября 2015 года, и уже 28 октября было объявлено, что Орион покидает шоу «по собственному желанию», чтобы освободить время для других проектов.
С 2016 года выпуски шоу в студии Geek & Sundry стали перемежаться играми перед аудиторией: в июне первый такой выпуск прошёл в кинотеатре Landmark в Лос-Анджелесе.
Legendary в 2016 году в своём анонсе о запуске стриминговой платформы Alpha упомянула, что Critical Role будет транслироваться на ней наряду с Twitch (отличием версии для Alpha стал специальный динамичный оверлей), а также объявила о запуске «шоу после шоу» Talks Machina. В начале 2017 года к Talks Machina был добавлен эксклюзивный для платформы Alpha 15-минутный сегмент Talks Machina: After Dark, где подписчики сервиса могли напрямую задавать вопросы во время шоу.
В августе 2017 года шоу сделало свой первый шаг на рынок ролевых игр: в издательстве Green Ronin Publishing вышло Critical Role: Tal’Dorei Campaign Setting — руководство для D&D 5-й редакции, посвящённого континенту Тал’Дорей, где проходила первая кампания.
Месяцем позже была запущена первая серия комиксов по франшизе — комикс-приквел первой кампании Vox Machina Origins, повествующий о событиях домашней части игры.
Последняя серия первой кампании вышла 12 октября 2017 года.
В конце 2017 года вышел первый артбук The Chronicles of Exandria Vol.1: The Tale of Vox Machina — сборник фан-арта по первой кампании от художников-криттеров (= фанатов Critical Role).

### 2018–2019: Вторая кампания, уход с Geek & Sundry, проекты на Kickstarter, UnDeadwood
11 января 2018 года на Twitch, Youtube и Alpha состоялась премьера второй кампании, которая привлекла 125 тысяч зрителей на всех трёх платформах. В новой кампании действие переместилось на континент Уайлдмаунт, и её героями стала партия под названием Могучая Девятка (англ. The Mighty Nein).
В марте 2018 года сегмент шоу Mothership, выходившего на канале Geek & Sundry на Twitch и на платформе Alpha перед началом трансляции Critical Role, где ведущая Дэни Карр пересказывала события предыдущего эпизода сериала, выделили в отдельное шоу Critical Recap.
В мае 2018 года появился первый игровой контент по франшизе: Obsidian Entertainment выпустила DLC для игры Pillars of Eternity II: Deadfire, которое добавило в игру портреты и реплики Вокс Макины.
Начиная с весны 2018 года Critical Role начинает постепенно отделяться от Geek & Sundry. В мае восстанавливается сайт шоу, не работавший с 2017 года. Месяцем позже Critical Role публикует на нём пресс-релиз, где объявляет о запуске своего канала на Twitch и YouTube, о переезде компании в собственную студию, открытии собственного магазина мерчендайза. Одновременно с этим Мариша Рэй ушла с поста креативного директора Geek & Sundry и заняла аналогичную должность в Critical Role LLC. Флагманские шоу продолжили показываться на прежних каналах, но их производством стала заниматься исключительно компания Critical Role Productions.
В июне 2018 года на платформе Kickstarter запускается краудфандинговый совместный проект Critical Role и Steamforged Games по выпуску миниатюр персонажей первой и второй кампаний. При изначальной цели в $26,000 проект в итоге собрал больше $1.2 миллиона.
В середине-конце 2018 года Critical Role начали запускать свою линейку регулярных побочных шоу на собственных каналах.
19 февраля 2019 года объявляется об окончательном «разводе» Critical Role и Geek & Sundry: новые серии всех шоу Critical Role Productions с этого момента выпускаются и загружаются на каналы Critical Role, эпизоды кампаний и шоу, выпущенные до этого, остаются на каналах Geek & Sundry.
На Kickstarter 4 марта 2019 года был запущен краудфандинговый проект по сбору денег на 22-минутный анимационный фильм от Titmouse Studios по сценарию Дженнифер Муро, который рассказывал бы об одной из историй времён домашней части первой кампании. $750,000 планировалось собрать за 45 дней, на деле эта сумма была собрана за 45 минут; за час проект преодолел отметку в миллион долларов, за первый день — $4.3 миллиона. Всего же удалось собрать $11.3 миллионов от 88,887 спонсоров, были выполнены все дополнительные цели, и короткометражка превратилась в целый 12-серийный сезон сериала «Легенда о Vox Machina» (англ. The Legend of Vox Machina). Проект по сбору денег на «Легенду» стал (и остаётся) самым успешным на Kickstarter в категории «Фильмы и видео», обойдя Таинственный театр 3000 года, занимавший первенство в этом разделе. Он также вошёл в топ-10 самых финансируемых проектов на Kickstarter за всё время его существования.
После трансляции в октябре ваншота, проспонсированного Wendy’s, Critical Role столкнулись с критикой из-за негативного имиджа спонсора, не присоединившейся к инициативе Fair Food Program и закупающей сырьё на фермах, где используется принудительный труд. Видео ваншота было удалено из публичного доступа, а полученные от спонсорского контракта деньги были пожертвованы в благотворительную организацию Farmworker Justice.
Осенью параллельно с основным шоу выходила мини-кампания UnDeadwood.
Amazon Prime в конце 2019 года заключили с Critical Role контракт на трансляцию «Легенды…» на своей платформе, они также профинансировали создание ещё одного сезона анимационного сериала.

### 2020–2021: Смена формата из-за пандемии, издательство, Exandria Unlimited, третья кампания
В начале 2020 года Wizards of the Coast и Critical Role выпустили официальное руководство для 5-й редакции Dungeons & Dragons по континенту Уайлдмаунт Explorer’s Guide to Wildemount.
После разрастания очагов пандемии COVID-19 в США Critical Role Productions приняли решение остановить все прямые трансляции с 17 марта 2020 года.
В условиях пандемии съёмочная группа не захотела переносить игры кампании в Zoom, опасаясь ухудшения качества контента, поэтому было принято решение сделать «пандемийную» сетку вещания.
В июле Мариша объявила о том, что вторая кампания продолжится в «карантинном» формате — оно вернётся в студию, но будет сниматься со всеми мерами предосторожности (тестирование на COVID-19 перед началом, социальная дистанция, в дальнейшем — вакцинация), и прямые эфиры сменятся показом предзаписанных выпусков. Talks Machina также стала предзаписываться, но через Zoom.
Пандемия повлияла на прогресс «Легенды о Vox Machina» — в обновлении страницы проекта на Kickstarter спонсоров оповестили о том, что сериал не будет выпущен в изначально обещанный период, осень 2020 года (премьера первых серий 1 сезона сериала в итоге состоялась 28 января 2022 года).
Осенью 2020 года Critical Role представили своё издательство настольных игр Darrington Press, которое возглавил Айвен ван Норман. Первая игра Darrington Press, Uk’otoa, посвящённая божеству Ук’отоа из пантеона Экзандрии, была выпущена в мае 2021 года.
Вторая кампания была закончена 3 июня 2021 года, и в промежуток между второй и третьей кампаниями выходил первый сезон спин-оффа-антологии Exandria Unlimited.
В результате коллаборации между Critical Role и Deck Nine в сентябре 2021 года в DLC Wavelengths для игры Life is Strange: True Colors был добавлен тематический контент — комиксы и мерчендайз шоу, которые главная героиня, Стеф, может добавить в свой музыкальный магазин.
Премьера третьей кампании состоялась 21 октября 2021 года на Twitch, YouTube и в 30 кинотеатрах сети Cinemark в 20 городах США, где были организованы показы прямой трансляции выпуска. Количество зрителей премьеры на Twitch на момент пика составляло более 212 тысяч.
За 2021 год шоу расширило линейку комиксов: в октябре была запущена серия комиксов Tales of Exandria об NPC и локациях сеттинга Мэтта, не раскрытых в кампаниях, а антология комиксов о предысториях персонажей второй кампании The Mighty Nein Origins начала выходить в ноябре 2021 года.
В интервью Variety каст заявил, что в будущем возможно появление полноценной игры по вселенной, пока ведутся переговоры с игровыми студиями.

### 2022–2023: премьера «Легенды», продолжение ExU, саундтреки
В начале 2022 года проводился активный промоушн 1 сезона сериала «Легенда о Vox Machina».
На семилетие шоу в марте вновь были проведены спецпоказы очередной серии третьей кампании в кинотеатрах, на этот раз не только в США, но и в Бразилии. Также в рамках празднования было объявлено о выходе замены Talks Machina — ток-шоу без постоянного ведущего 4-Sided Dive.
Двухсерийным спешлом Kymal продолжился первый сезон Exandria Unlimited, а позже, в мае-июне, вышел второй сезон ExU, Exandria Unlimited: Calamity с новым мастером и кастом.
Линейка игр Darrington Press пополнилась игрой A Familiar Problem, созданной в сотрудничестве с Грантом Хоуиттом специально для Дня бесплатных RPG.
В июне 2022 года был выпущен первый альбом рекорд-лейбла шоу Scanlan Shorthalt Music, «Welcome to Tal'Dorei», в ноябре — «Welcome to Wildemount».
На премии ENnie Awards в августе 2022 года Darrington Press получило награду в номинации «Лучшее издательство по версии фанатов», их руководство Tal'Dorei Campaign Setting Reborn — золотую награду в номинации «Лучший сеттинг».
В ноябре-декабре 2022 года шоу временно вернулось ко второй кампании, и на стриме и в кинотеатрах Cinemark были показаны специальные эпизоды Mighty Nein Reunited.
В январе 2023 года Critical Role выпустили заявление в контексте скандала с новой версией игровой лицензии OGL от Wizards of the Coast, где выразили поддержку коллегам по индустрии настольных ролевых игр и отметили, что обязаны своим успехом прежде всего ролевому сообществу. Однако заявление подверглось критике в соцсетях за излишнюю обтекаемость и абстрактность.

### 2023–конец 2024: студия Metapigeon, собственные ролевые системы и шоу по ним, платформа Beacon
25 января 2023 года было анонсировано партнёрство студии Critical Role Metapigeon c Amazon Studios, направленное на производство сериалов, шоу и иного контента «по и вне вселенной Critical Role». Первым проектом в рамках партнёрства стал сериал-экранизация второй кампании Mighty Nein.
В феврале была анонсирована совместная линейка комиксов-приквелов «Легенды» от Critical Role, Amazon Studios и Dark Horse The Legend of Vox Machina: Whitestone Chronicles.
В марте Critical Role объявили о приобретении студией Metapigeon подкаста в жанре космического вестерна Midst для перевыпуска и дальнейшего производства на своей платформе — в 2023-2024 годах вышли переработанные первые два сезона и новый и последний третий.
Darrington Press в апреле объявила, что в разработке находятся такие новые игры, как Queen of Midnight, НРИ Illuminated Worlds и Daggerheart. В мае было анонсировано ролевое шоу Candela Obscura по одноимённой системе, базирующейся на Illuminated Worlds.
В июле 2023 года, через несколько месяцев после того, как стало известно, что Эшли Джонсон подала заявление на запретительный судебный приказ в отношении Брайана Фостера, шоу с его участием (Talks Machina, Between the Sheets, UnDeadwood) были удалены с канала.
На San Diego Comic Con 2023 был показан трейлер второго сезона Candela Obscura и объявлено, что премьерный выпуск нового сезона также будет транслироваться в кино в сети Cinemark.
В марте 2024 года CR объявили о запуске открытого бета-теста Daggerheart, выпустив бета-версию правил игры, обучающие видео и проведя промованшот; позднее, в декабре того же года, было проведено первое лайв-шоу по новой системе.
В мае того же года Critical Role объявили о запуске собственной стриминговой платформы Beacon, где в дополнение к уже выкладываемому на Twitch и YouTube контенту платные подписчики также могут увидеть эксклюзивные шоу: к примеру, в том же месяце был запущен подкаст The Re-Slayer's Take — ролевая кампания в сеттинге Экзандрия без участия привычного каста Critical Role. В августе вселенная подкаста Midst была расширена мини-кампанией Moonward.
Осенью 2024 года Critical Role приобрели права на трансляцию на платформе Beacon подкаста от бывшей части команды Rooster Teeth Tales from the Stinky Dragon.

### 2024–н.в.: мировой тур, юбилей шоу
В октябре 2024 года Critical Role объявили о туре с живыми играми по США и Австралии в 2025 году в честь десятилетия шоу. Часть из этих шоу была показана в кинотеатрах.
В феврале 2025 года закончилась третья кампания шоу. В феврале-марте вышел очередной сезон Exandria Unlimited, Divergence. В марте 2025 года на платформе Beacon начал выходить видеоподкаст Weird Kids.
В апреле вышла новая мини-кампания Wildemount Wildlings, где ДМом стал Сэм Ригел. В том же месяце вышла и двухсерийная хоррорная кампания Thresher. С мая по июль в эфир выходила мини-кампания Age of Umbra — первое полноценное шоу, в котором будет использоваться система Daggerheart.
В июле 2025 года было объявлено о продолжении мирового турне CR в 2026 году в США и Европе. На Gen Con было заявлено о продлении кампании Age of Umbra.
В августе 2025 года на шоу в Индианаполисе была анонсирована 4 кампания, которая начнётся 2 октября 2025 года. Кампания пройдёт в новом сеттинге под руководством мастера Бреннана Ли Маллигана.

## Кампании, мини-кампании и одиночные игры
| Кампании                 | Партия | Серии | Серии | Даты показа     | Даты показа     |
| Кампании                 | Партия | Серии | Серии | Первая серия    | Последняя серия |
| ------------------------ | --- | ----- | ----- | --------------- | --------------- |
| 1                        | Вокс Макина | 115   | 115   | 12 марта 2015   | 12 октября 2017 |
| 2                        | Могучая Девятка                                                                                                   | 141   | 141   | 11 января 2018  | 3 июня 2021     |
| 3                        | Белловы черти | 121   | 121   | 21 октября 2021 | 6 февраля 2025  |
| 4                        | - | TBA   | TBA   | 2 октября 2025  | TBA             |
| UnDeadwood               | - | 4     | 4     | 18 октября 2019 | 15 ноября 2019  |
| Exandria Unlimited       | Хранители короны \| Латунный круг                                                                                 | 18    | 18    | 24 июня 2021    | 6 марта 2025    |
| Candela Obscura          | Круг Слуги и Завесы \| Круг Иглы и Нити \| Круг Прилива и Кости \| Круг Багрового зеркала \| Круг Голубого Экрана | 13    | 13    | 25 мая 2023     | TBA             |
| The Re-Slayer's Take     | Re-Slayers | 31    | 31    | 20 мая 2024     | TBA             |
| Midst: Moonward          | - | 4     | 4     | 7 августа 2024  | 28 августа 2024 |
| Wildemount Wildlings     | - | 3     | 3     | 3 апреля 2025   | 17 апреля 2025  |
| Thresher                 | - | 2     | 2     | 25 апреля 2025  | 1 мая 2025      |
| Age of Umbra             | - | 8     | 8     | 22 мая 2025     | TBA             |
| Одиночные игры (ваншоты) | - | 69    | 69    | 3 октября 2015  | 2 августа 2025  |

Действие первых трёх кампаний, Exandria Unlimited, The Re-Slayer’s Take, Wildemount Wildlings и некоторых ваншотов происходят в одном и том же мире — Экзандрии, созданном Мэттью Мерсером.
Первая кампания повествует о приключениях партии Вокс Макина на континенте Тал’Дорей и за его пределами.
Во второй кампании партия Могучая Девятка (англ. The Mighty Nein) через 23 года после окончания первой кампании путешествует по континенту Уайлдмаунт.
Третья кампания начинается на континенте Маркет через семь лет после второй кампании и следует за приключениями партии Белловы черти (англ. Bells Hells).
Мини-кампания UnDeadwood, в отличие от основных кампаний, проводилась по правилам не системы Dungeons & Dragons 5-й редакции, а Savage Worlds Adventure Edition в сеттинге, совмещающем мир руководства Deadlands: Reloaded и сериала Дедвуд. UnDeadwood рассказывает историю пяти незнакомцев, встретившихся в городке на Диком Западе и столкнувшимися со сверхъестественными явлениями. В июле 2023 она была изъята из публичного доступа.
Антология Exandria Unlimited объединяет мини-кампании разных мастеров с разными игроками, проходящие в различных уголках Экзандрии. Первая мини-кампания проводилась по правилам Dungeons & Dragons 5-й редакции и следила за историей партии под названием Хранители короны (англ. The Crown Keepers) на континенте Тал’Дорей через шесть лет после второй кампании. Во второй мини-кампании Calamity, действие в которой происходит за тысячи лет до кампаний Critical Role в Эру магии, протагонисты из Латунного круга (англ. Ring of Brass) — влиятельные жители летающего города Авалир — оказываются в эпицентре Катаклизма, апокалиптического события, навсегда изменившего Экзандрию.
Хоррор Candela Obscura проходит в вымышленном мире, основанном на нашей реальности образца начала 20 века. Древний тайный орден сыщиков-эзотериков расследует происшествия, вызванные таинственными силами и жуткой магией. Сессии проводятся с использованием одноимённой системы.
Подкаст The Re-Slayer’s Take рассказывает о шести несостоявшихся членах гильдии "Доля охотника" (The Slayer's Take), решивших основать свою группу и бороться с сверхъестественными существами на экзандрийском континенте Иссилра.
Midst: Moonward — 4-серийное ролевое шоу в сеттинге подкаста Midst, в котором четверо участников несанкционированной экспедиции пытаются добраться до обломков взорвавшейся в ходе событий подкаста луны. Moonward не использовал правила какой-либо из настольных ролевых игр.
В мини-кампании Wildemount Wildlings в одноимённом экзандрийском лагере на континенте Уайлдмаунт четверо подростков пытаются поправить свою репутацию в детском лагере и оказываются втянуты в приключения.
Хоррорная кампания Thresher происходит в одноимённом сеттинге Мэтта Уилсона и Жаклин Эмерсон. Группа искателей на подводной лодке S.S. Thresher исследует подводную энергостанцию, рядом с которой обитают древние монстры. Игра использовала правила Candela Obscura с небольшими кастомными изменениями.
В кампании Age of Umbra история разворачивается в одноимённом сеттинге, вдохновлённом soulslike играми, по правилам системы Daggerheart. Жители Десперлока пытаются спасти свой дом и близких от тёмной сущности, известной как Амбра.
Одиночные игры проводятся по разным системам настольных ролевых игр в различных сеттингах, некоторые из них сюжетно связаны с кампаниями. Многие из одиночных игр были проспонсированы Warner Bros. Interactive Entertainment, Blizzard Entertainment, Bethesda Game Studios, NordVPN, Zenimax Online Studios, Ubisoft, Obsidian Entertainment и другими компаниями.

## Побочные шоу
Помимо работы над трансляциями НРИ, компания Critical Role Productions также снимает и продюсирует и другие шоу для сетки вещания канала CR, как связанные непосредственно с кампаниями, так и совершенно от них независимые.

## Иные медиа по франшизе
После отделения от Geek & Sundry шоу начало активно развиваться в других формах: помимо анимационных проектов The Legend of Vox Machina и Mighty Nein, это ещё и серии комиксов, книги (в том числе и для настольных ролевых игр) и многое другое.

## Благотворительная деятельность
С самого начала первой кампании Critical Role сотрудничали с фондом 826LA, проводящим внеклассные занятия по чтению и творческому письму. В 2018 году в ходе совместной акции CR помогла собрать для фонда через платформу GoFundMe более $50,000.
Некоторые из ваншотов проводились в поддержку таких фондов, как Extra Life, Ассоциации по проблемам мышечной дистрофии (MDA), Pablove, Operation Supply Drop, День красного носа, Giving Tuesday и многих других.
В 2020 году Critical Role открыли свой фонд Critical Role Foundation. По умолчанию, если CRF не проводит акцию в пользу какого-то конкретного фонда, 85% от пожертвований в фонд распределяются между постоянными партнёрами организации — 826LA, Pablove, Днём красного носа, OutRight International, Shanti Bhavan, First Nations и NCWIT, 5% уходят на организационные нужды и 10% — в «экстренный фонд», из которого деньги выделяются без промедления в случае природных катастроф и социальных потрясений. Так, в марте 2022 года CRF сделали пожертвование в пользу World Central Kitchen и Save the Children, поддержав их акции помощи пострадавшим от российско-украинской войны, а в январе 2024 — сделали взнос в пользу этих же двух организаций в рамках поддержки пострадавших от гуманитарного кризиса в Газе.
В апреле 2023 года Мариша Рэй представляла CRF в боксёрском матче в рамках благотворительного мероприятия Creator Clash 2. В августе 2023 года Critical Role поддержали один из дней пикетов в рамках забастовок WGA и SAG-AFTRA. В начале 2025 года CRF сделала пожертвования в пользу различных фондов на фоне произошедших в регионе лесных пожаров.

## В культуре
- Персонаж Эшли Джонсон в сериале Слепая зона, Уильям Паттерсон, в одной из серий держит кружку-мерчендайз CR. В другой серии Уильям упоминает, что играет в D&D за гнома-клерика, отсылая к Пайк Трикфут из первой кампании. Ещё в одной серии она упоминает крылатую фразу из шоу «Ты определённо можешь попытаться» (англ. You can certainly try)[109].
- Партия из первой кампании появляется в комиксе Rat Queens.
- В игре Saints Row: Gat out of Hell упоминается медведь Тринкет — питомец Векс’алии, персонажа Лоры Бэйли в первой кампании[110][111]
- Мэтт Мерсер появляется наряду с другими знаковыми для D&D персоналиями в комиксе Rick and Morty vs. Dungeons & Dragons[112].
- Если собрать определённую комбинацию героев в игре Darkest Dungeon, название партии автоматически изменится на Vox Machina[113].
- Гостевой персонаж Криса Пёркинса во второй кампании, кобольд Спурт, появляется в игре Idle Champions of the Forgotten Realms[114].
- В игре Tiny Tina’s Wonderlands используется знаменитая фраза из шоу «Как ты хочешь это сделать?» (англ. How do you want to do this?) Помимо этого, в игре можно выбрать оттенок брони Mercer Magenta.
- Озвученную Мерсером фразу «Как ты хочешь это сделать?» в определённый момент можно открыть для персонажа Кэссиди в игре Overwatch 2[115]; она также используется как название достижения в игре Death's Gambit, где одну из ролей озвучил Мэтт Мерсер, и в игре Solasta: Crown of the Magister.
- Несколько отсылок и достижений, связанных с Мэттом Мерсером и шоу, можно найти в игре SatisfactorySatisfactory[116].
- В игру Assassin’s Creed Shadows добавили персонажа Робби Дэймонда из ваншота по игре, проведённого на канале[117].